# Aduatuques
 (février 2013).
Améliorez-le ou discutez des points à vérifier. 
 (février 2013).
Si vous disposez d'ouvrages ou d'articles de référence ou si vous connaissez des sites web de qualité traitant du thème abordé ici, merci de compléter l'article en donnant les références utiles à sa vérifiabilité et en les liant à la section « Notes et références ».
Les Aduatuques (ou Atuatuques ou Aduatiques) étaient un peuple celto-germanique installé dans l'est de la Gaule belgique, entre Rhin et Meuse, forêt Charbonnière et Ardenne. Selon Jules César, ils étaient composés majoritairement de Cimbres et de Teutons. C'est le dernier peuple belge à être soumis par César.

## Étymologie
Xavier Delamarre suggère que Aduatuca doit être décomposé en aduatu- ca, où la partie centrale renverrait à la racine celtique « vati » (devin) ou « vatu » (prophétie).
En vertu de cette hypothèse, Aduatuca signifierait « l'endroit où l'on pratique la divination » et les Aduatiques seraient « ceux qui consultent ou révèrent le devin ».

## Localisation
La localisation exacte du territoire des Aduatuques est incertaine, au voisinage des Nerviens et des Eburons, probablement entre ces deux tribus. Les trésors de Thuin-1, -2 et -3,, Fraire et Philippeville datent du début des années 50 av. J-C et sont sans doute liés aux campagnes de César contre les Nerviens et les Aduatuci. Edith Wightman considère qu'ils ont probablement occupé la vallée de la Meuse moyenne.

## Historique
Culturellement, ces peuples relèvent du monde celte. Cependant, d'après Jules César, les Aduatuques seraient d'origine « germanique », alors que leur nom est possiblement d'étymologie celtique (cf. Aduatuca, Atuatuca d'un possible *ad-uātu-cā « lieu où l'on prophétise » (?) sur uati-, devin ou *adu-ātu-cā sur adu-, eau), tout comme leurs voisins Nerviens, Condruses, Pémanes et Éburons. Les Aduatuques seraient les restes d'un groupe de 6 000 guerriers Cimbres et leurs familles (environ 15 000 personnes) qui sont restés dans le nord de la Gaule, après avoir été vaincu par l'armée romaine commandée par Marcus Junius Silanus, en 109 avant Jésus-Christ. César rapporte qu'Ambiorix a été obligé de leur rendre hommage avant l'arrivée des Romains et que son propre fils et son neveu leur ont été confiés comme otage. C'est avec ces deux peuples que les Eburons vont former rapidement une alliance militaire contre les forces de César.

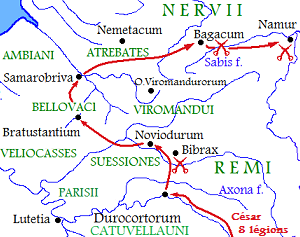
La campagne de César en Belgique.

En 57 av. J.-C., les légions de César vainquent la confédération des nationes belges lors de la bataille du Sabis. Avant la bataille, des informations des Remi, un peuple allié avec Rome, établissent que les Germains (Condruses, Eburons, Caeraesi, et Paemani) ont promis environ 40 000 hommes. Ceux-ci devraient rejoindre 60 000 Bellovaques, 50 000 Suessions, 50 000 Nerviens, 15 000 Atrébates, 10 000 Ambiens, 25 000 Morins, 9 000 Ménapiens, 10 000 Caleti, 10 000 Véliocasses, 10 000 Viromanduens, et 19 000 Aduatuques. Les Aduatuques, arrivés avec retard au secours des Nerviens, se réfugient dans un de leurs oppida (qui se situerait à Thuin ou à Namur,). Au moment de l'attaque romaine, l'oppidum des Aduatuci héberge 57 000 réfugiés. L'oppidum est capturé par les Romains après des combats qui font 4.000 morts. Les Aduatuci résistent avec succès aux premières attaques, mais ils se rendent après que les Romains ont érigé des armes de siège. César leur promet sa mansuétude si les Aduatuques se rendent, de sorte qu'ils ouvrent leurs portes et rendent les armes. César tient parole et envoie les troupes romaines hors de la ville pour éviter le pillage. Les Aduatiques utilisent des boucliers et des armes cachées dans la ville et attaquent les Romains par surprise durant la nuit. Ils sont cependant battus et beaucoup sont tués dans la bataille. Les Romains déciment ce peuple, capturant et vendant comme esclaves près de 53 000 hommes, femmes et enfants et libèrent le peuple des Éburons qui leur est tributaire. Ce peuple se soulève à nouveau à l'automne 54 av. J.-C., associé aux Éburons et aux Nerviens. Après la bataille d'Aduatuca, Ambiorix se rend personnellement chez les Aduatuci puis chez les Nerviens, pour leur proposer une nouvelle attaque d'un hivernage romain sur le territoire nervien, sous le commandement de Quintus Tullius Cicero, frère du célèbre orateur. L'attaque du camp d'hivernage de Q. Cicéron est moins heureuse : la coalition des Éburons, Atuatuques et Nerviens est battue par César, venu à la rescousse. Pourtant, César rapporte que le sauvetage était « tout juste » en suggérant que pratiquement la moitié de cette légion est déjà détruite à son arrivée. Le territoire des Aduatuques est ravagé par César et le lieu-dit Aduatuca, occupé par une légion, subit une attaque de la part des Germains en 53 av. J.-C.. Durant la période romaine, les Aduatuques survivants sont intégrés dans la Civitas Tungrorum.

## Identification de leur oppidum
En 2012, un groupe d'historiens et d'archéologues parvient à la conclusion que l'oppidum des Aduatiques devait être situé au sud de la ville de Thuin, dans le Hainaut, au lieu-dit « Bois du Grand Bon Dieu », et ce sur base des éléments suivants :  
1. découverte de restes d'un établissement fortifié de l'âge du fer, contenant 13 hectares,
2. fortifications correspondant à la description donnée par César,
3. concentration de projectiles de plomb romains, montrant que le fort a été attaqué par les forces romaines,
4. découverte de trois trésors enterrés près de la fortification et datant des premières années de la décennie 50 avant Jésus-Christ,
5. situation du lieu dans la zone du conflit.